# Jessie Greengrass
Jessie Greengrass (1982) è una scrittrice britannica.

## Biografia
Nata nel 1982, ha studiato filosofia a Cambridge e Londra.
Ha esordito nella narrativa nel 2015 con la raccolta di racconti An Account of the Decline of the Great Auk, According to One Who Saw It, nel 2018 ha dato alle stampe il primo romanzo Sight e nel 2021 il secondo, C'era una casa sopra la collina accostabile alla climate fiction.
Autrice per riviste quali Granta, vive e lavora nel Northumberland con il marito e i due figli.

## Opere

### Romanzi
- Sight (2018), Milano, Bompiani, 2019 traduzione di Tommaso Pincio ISBN 978-88-452-9594-2.
- C'era una casa sopra la collina (The High House, 2021), Milano, Bompiani, 2023 traduzione di Giovanna Granato ISBN 978-88-301-1835-5.

### Raccolte di racconti
- An Account of the Decline of the Great Auk, According to One Who Saw It (2015)

## Premi e riconoscimenti

### Vincitrice
Somerset Maugham Award
- 2016 con An Account of the Decline of the Great Auk, According to One Who Saw It[7]

Edge Hill Short Story Prize
- 2016 con An Account of the Decline of the Great Auk, According to One Who Saw It[8]

### Finalista
Women's Prize for Fiction
- 2018 con Sight[9]